# CD-34 7390
CD-34 7390 — двойная звезда в созвездии Гидры на расстоянии приблизительно 195 световых лет (около 59,9 парсек) от Солнца. Возраст звезды определён как около 5 млн лет.
Открыта Майклом Ф. Стерзиком и др. в 1999 году.

## Характеристики
Первый компонент (V547 Гидры (лат. V547 Hydrae)) — красный карлик, эруптивная переменная звезда типа T Тельца (IT) спектрального класса M1Ve, или M1, или M1,1, или M2. Видимая звёздная величина звезды — от +12,21m до +12m. Масса — около 0,74 солнечной, радиус — около 0,91 солнечного, светимость — около 0,197 солнечной. Эффективная температура — около 3807 K.
Второй компонент (V548 Гидры (лат. V548 Hydrae)) — красный карлик, эруптивная переменная звезда типа T Тельца (IT) спектрального класса M1Ve, или M1. Видимая звёздная величина звезды — от +12,27m до +12m. Масса — около 0,82 солнечной, радиус — около 0,94 солнечного, светимость — около 0,197 солнечной. Эффективная температура — около 3975 K. Удалён на 5,1 угловой секунды.